# Anopheles costai
Anopheles costai este o specie de țânțari din genul Anopheles, descrisă de Fonseca și Silva Ramos în anul 1939. Conform Catalogue of Life specia Anopheles costai nu are subspecii cunoscute.